# Liste der Kulturdenkmäler in Winterbach (Soonwald)
In der Liste der Kulturdenkmäler in Winterbach sind alle Kulturdenkmäler der rheinland-pfälzischen Ortsgemeinde Winterbach aufgeführt. Grundlage ist die Denkmalliste des Landes Rheinland-Pfalz (Stand: 2. August 2023).

## Einzeldenkmäler
| Bezeichnung               | Lage                                    | Baujahr                           | Beschreibung | Bild                           |
| ------------------------- | --------------------------------------- | --------------------------------- | --- | ------------------------------ |
| Kindergarten              | Bergstraße 10 Lage                      | 1938                              | ehemalige Schule; später Heimatschutzstilbau, 1938, 1958 erweitert                                                                | Fotos hochladen                |
| Gasthaus „Zum Soonwald“   | Soonwaldstraße 3 Lage                   | Mitte des 19. Jahrhunderts        | L-förmige Baugruppe, teilweise Fachwerk, Mitte des 19. Jahrhunderts                                                               | BW                             |
| Evangelische Filialkirche | Soonwaldstraße 6 Lage                   | 1847–50                           | spätklassizistischer Saalbau, 1847–50                                                                                             | weitere Bilder Fotos hochladen |
| Hofanlage                 | Soonwaldstraße 19 Lage                  | erste Hälfte des 19. Jahrhunderts | Hofanlage, erste Hälfte des 19. Jahrhunderts; Einfirsthaus, teilweise Fachwerk, Krüppelwalmdach, Schuppen, teilweise verschiefert | BW                             |
| Brunnen                   | Soonwaldstraße, Ecke Rathausstraße Lage | 1888                              | gusseiserner Pumpbrunnen, bezeichnet 1888                                                                                         | BW                             |
| Wegweiser                 | östlich des Ortes an der K 26 Lage      | um 1820/30                        | klassizistischer Sandstein-Obelisk, um 1820/30                                                                                    | Fotos hochladen                |